# IC 4123
IC 4123 је спирална галаксија у сазвјежђу Ловачки пси која се налази на листи објеката дубоког неба у Индекс каталогу.
Деклинација објекта је + 38° 18' 54" а ректасцензија 13h 3m 5,8s. Привидна величина (магнитуда) објекта IC 4123 износи 15,0 а фотографска магнитуда 15,9. IC 4123 је још познат и под ознакама MCG 7-27-23, PGC 45059.